# Vicarius
A vicarius egy latin szó, ami helyettest vagy megbízottat jelent. Ez a szótöve a vezír szónak is. A magyar vice szó is innen származik, 'al-', 'segéd-' értelemben.
Eredetileg a Római Birodalomban ez volt a magyar „al-” vagy „mellék-” megfelelője, néhány hivatallal együtt használták. Minden vicariushoz egy bizonyos felsőbb hivatali tisztséget rendeltek, akinek a tisztje után kapta meg ő is a tisztje nevét; pl. ha al-praetor volt, akkor a tisztje vicarius praetoris volt, a felsőbb tiszt nevét genitivusba téve. A társadalom alacsony szintjén, egy szolga szolgáját (akit valószínűleg azért fogadtak fel, hogy segítsen pénzt keresni szolgák elbocsátáshoz) servus vicariusnak hívták.
Később a 290-es években Diocletianus császár adminisztratív reformokat hajtott végre, bevezetve a dominatus időszakát. A reformok miatt megnőtt a római provinciák száma, és új közigazgatási egység jött létre, a dioecesis. Ezekből kezdetben 12 volt, és több provinciát magukba foglaltak. Mindegyik élén állt egy vicarius, vagy helyesebben egy vices agens praefectorum praetorio („a praetori prefektus helyettese”). Egy kivétel volt Oriens dioecesise, aminek egy comes (gróf) állt az élén.
A Notitia dignitatum (egy kora-ötödik századi kancelláriai irat) szerint, a vicariusnak vir spectabilisi rangja volt; a vicarius személyzete és hivatala hasonlított egy gubernatoréhoz. Például, a Hispania dioecesisének élén álló vicariusnak a személyzete ez volt: 
- A futárok scholájának (birodalmi őrök egységének) princepse (azaz főnöke); 200 000 sestertiust kaptak évente, ez volt a legmagasabb fizetés a római közszolgálatban.
- Egy cornicularius (személyzeti főnök)
- Két numerarii (főkönyvelők)
- Egy commentariensis (kommentár vezetője)
- Egy adiutor (segédtiszt; szó szerint „segítő”)
- Egy ab actis (levéltáros)
- Egy cura epistolarum (összefüggések gondnoka)
- Egy nem meghatározott számú subadiuvae (segédalkalmazottak)
- Exceptores (alacsonyabb tisztviselő)
- Singulares et reliquum officium (cselédszolgák)

## Fordítás
- Ez a szócikk részben vagy egészben  a   Vicarius című angol Wikipédia-szócikk fordításán alapul.  Az eredeti cikk szerkesztőit annak laptörténete sorolja fel. Ez a jelzés csupán a megfogalmazás eredetét és a szerzői jogokat jelzi, nem szolgál a cikkben szereplő információk forrásmegjelöléseként.